# La terra della grande promessa
La terra della grande promessa (Ziemia obiecana) è un film del 1975 diretto da Andrzej Wajda. Fu candidato all'Oscar al miglior film straniero. Il film è tratto dal romanzo del premio Nobel Władysław Reymont La terra promessa del 1898.

## Trama
Alla fine del XIX secolo, la città di Łódź è diventata il centro tessile più importante d'Europa. La società polacca ne è profondamente sconvolta.

## Riconoscimenti
- Premio Oscar
  - Candidatura al premio Oscar al miglior film straniero
- 1975 - Festival cinematografico internazionale di Mosca
  - Gran premio
- 1976 - Semana Internacional de Cine de Valladolid
  - Espiga de oro